# 朴敬模

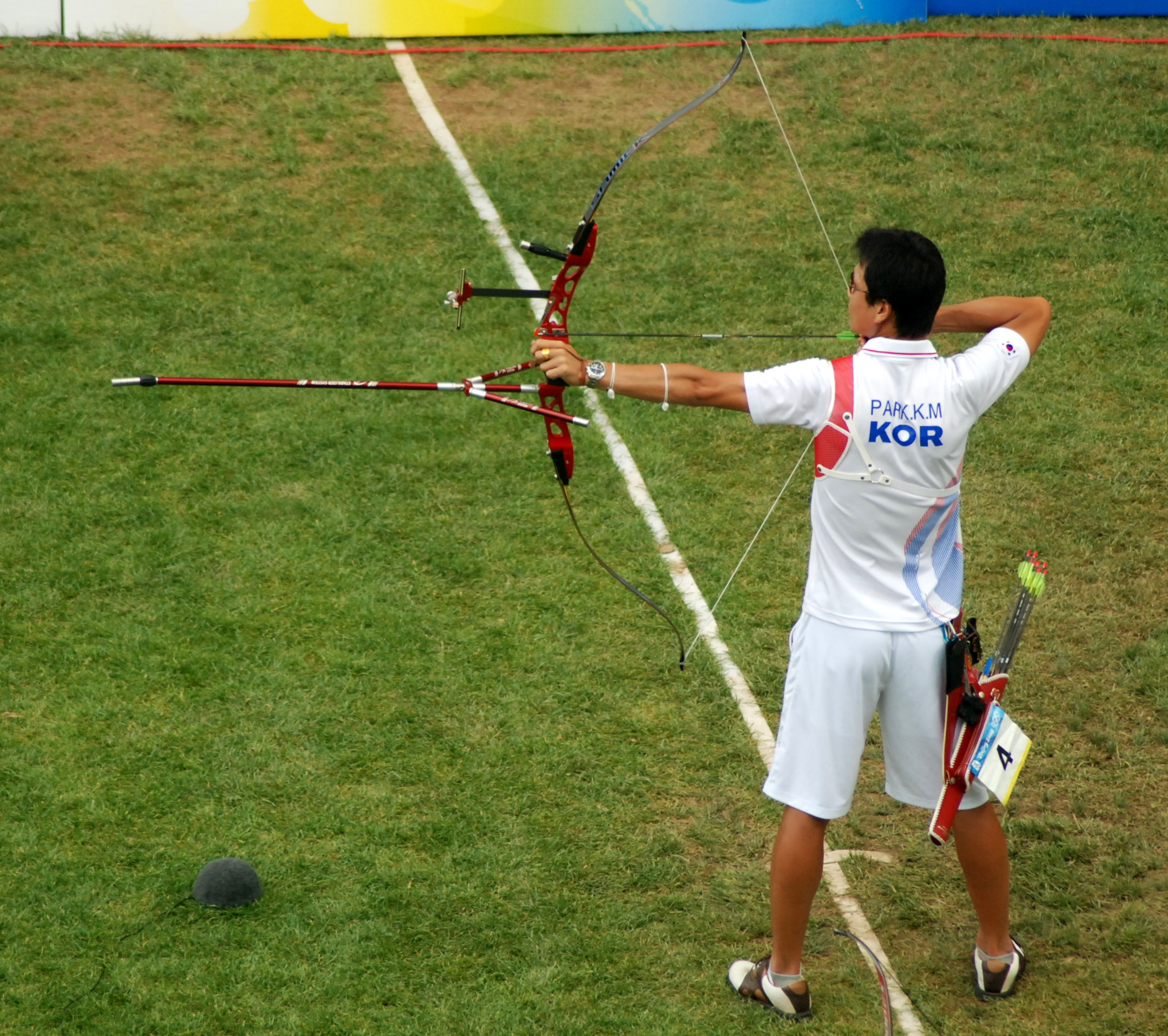
朴敬模，在2008年夏季奥林匹克运动会上

朴敬模（1975年8月15日—），韩国射箭运动员。曾获得2004年雅典奥运和2008年北京奥运射箭男子团体赛金牌以及2008年北京奥运射箭男子个人赛银牌。